# Izvoru Crișului, Cluj
Izvoru Crișului este satul de reședință al comunei cu același nume din județul Cluj, Transilvania, România.
Din punct de vedere etnografic, comuna face parte din Țara Călatei (în maghiară Kalotaszeg)

## Imagini

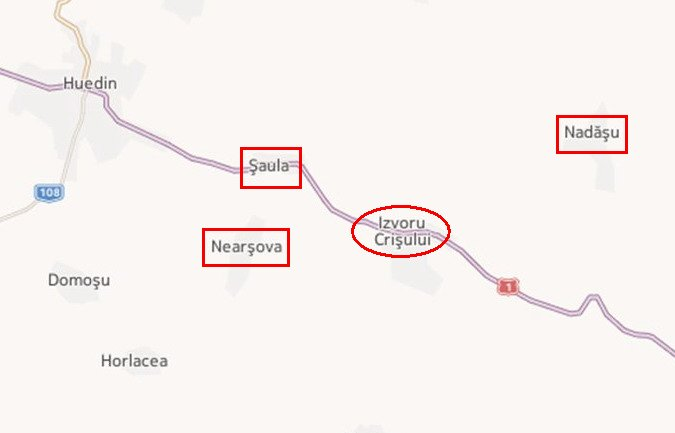
Comuna Izvoru Crișului și satele componente
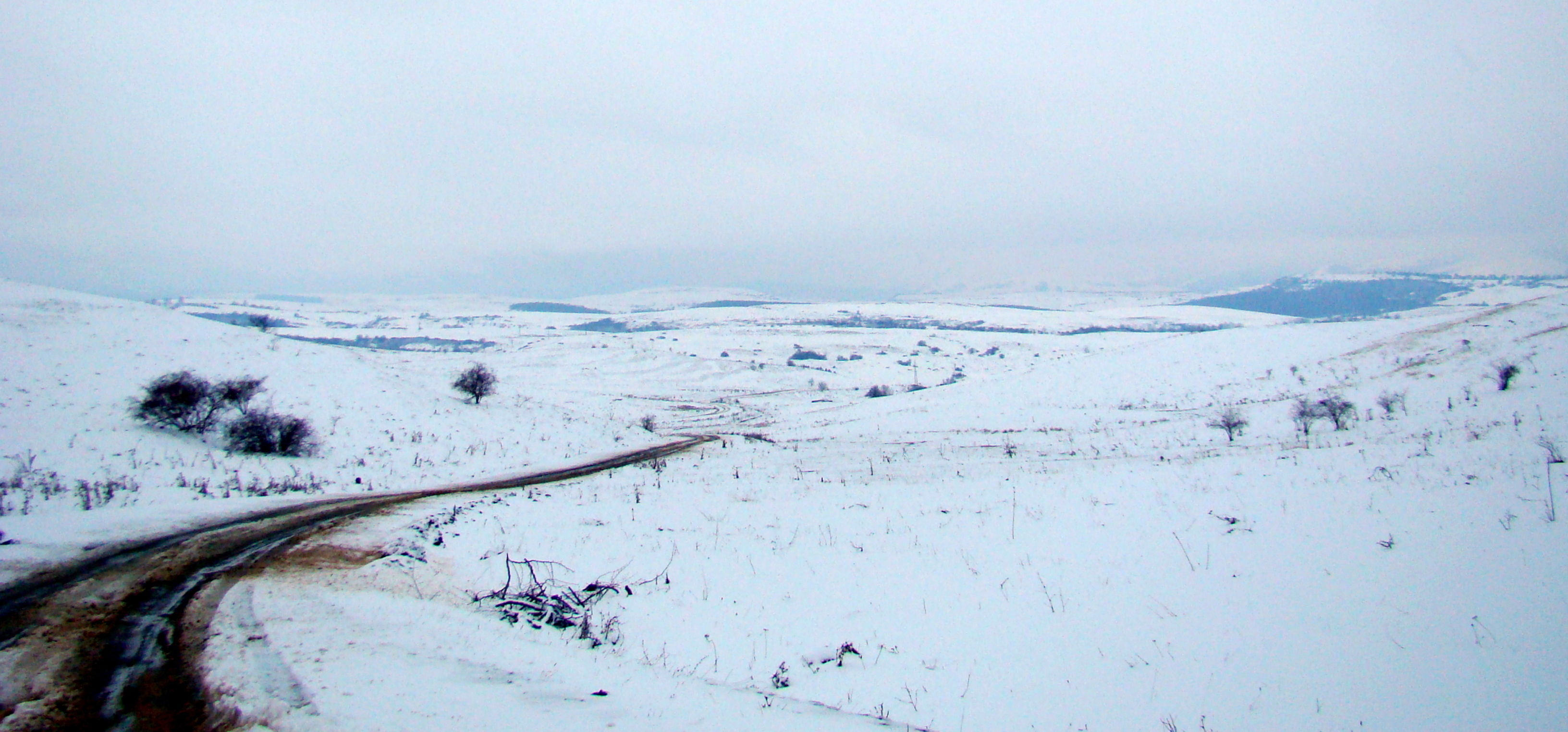
Drumul spre satul Izvoru Crișului
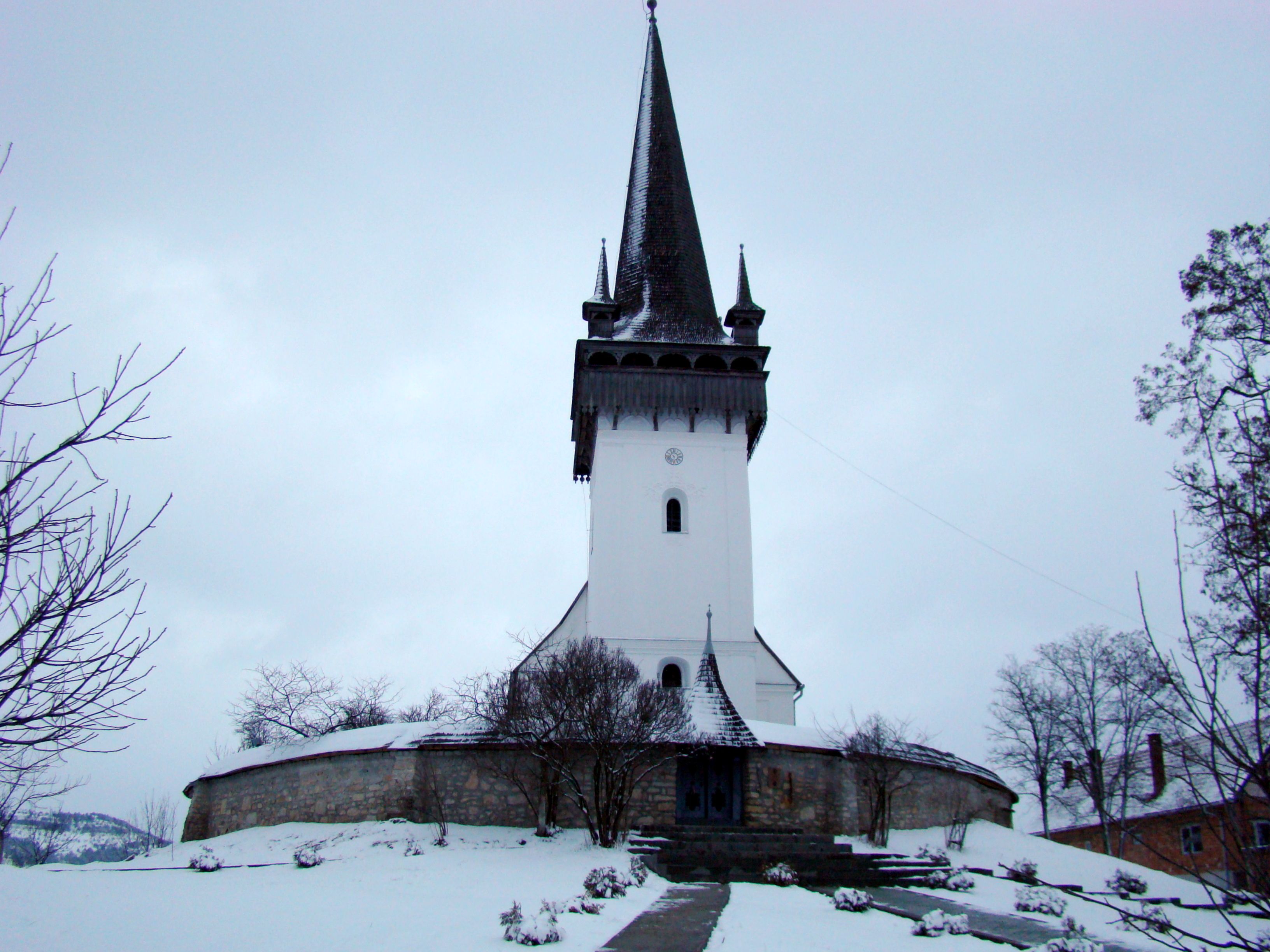
Biserica reformată din Izvoru Crișului (monument istoric)
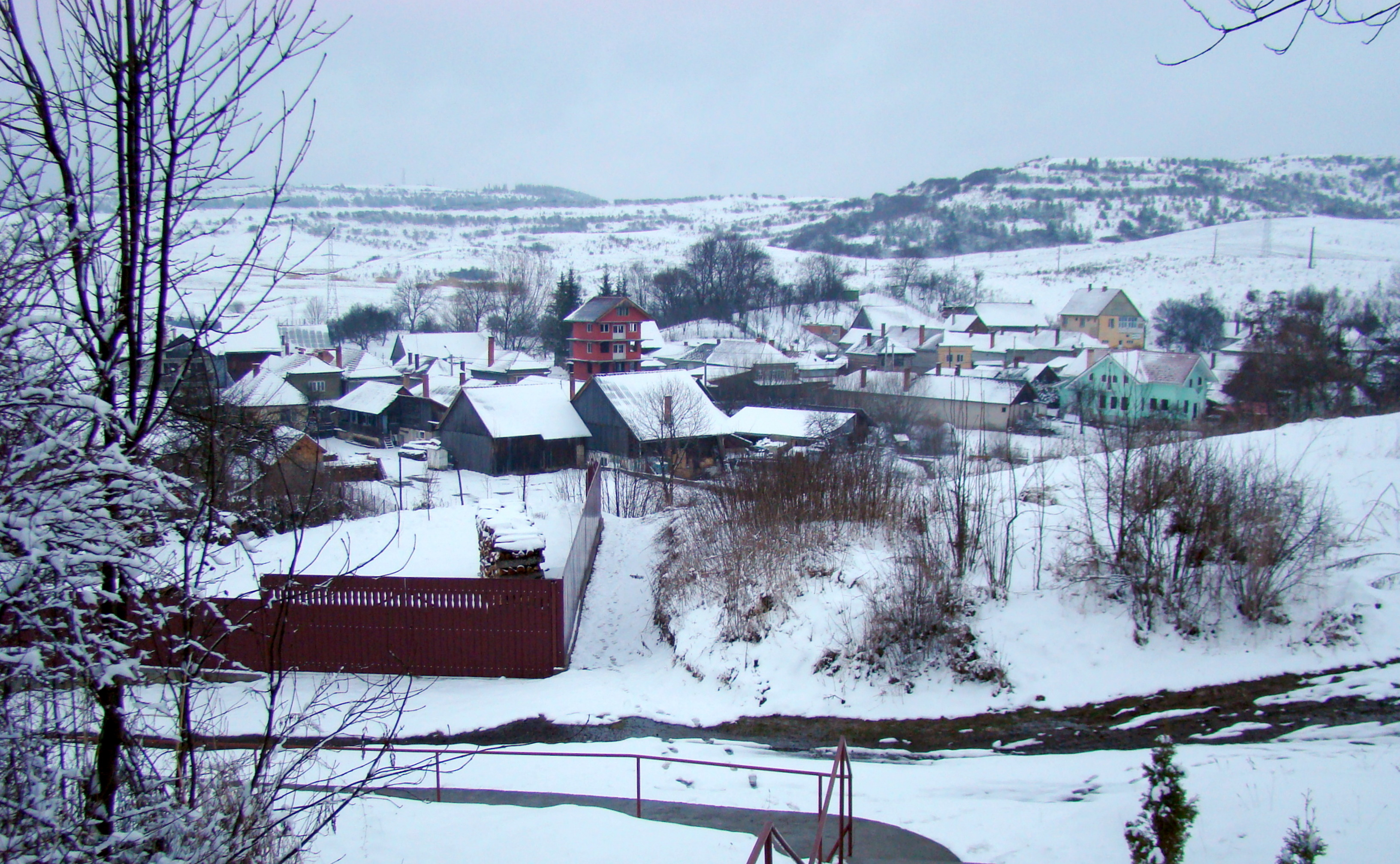
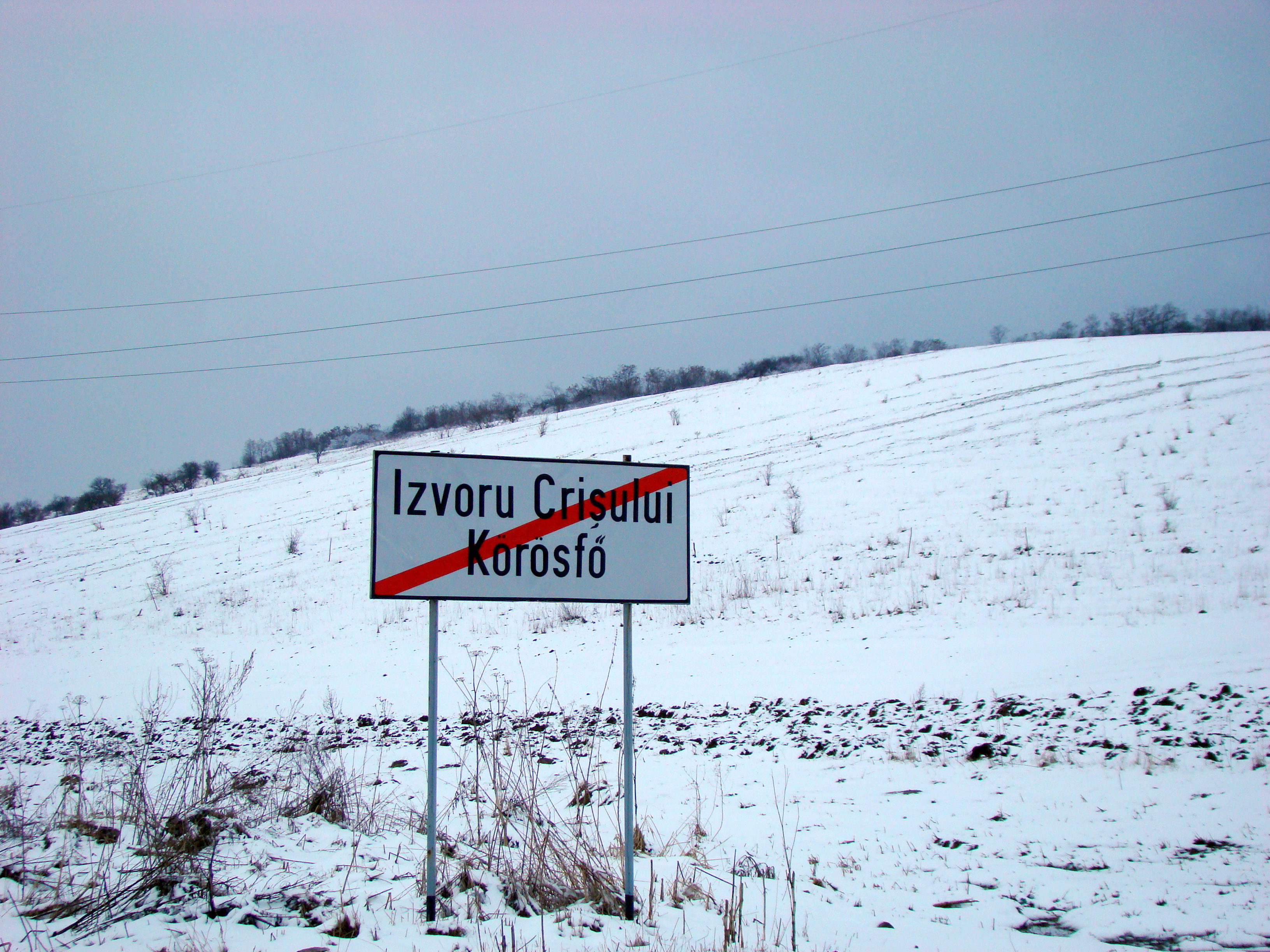
Ieșirea din localitate